# Eduard Jäger von Jaxtthal
Eduard Jäger von Jaxtthal (Vienna, 25 giugno 1818 – Vienna, 5 luglio 1884) è stato un oculista austriaco.

## Biografia
Professore presso l'Università di Vienna, figlio dell'oculista Friedrich Jäger von Jaxtthal (1784-1871) e nipote di Georg Joseph Beer (1763-1821).
Jäger è ricordato per il suo lavoro che svolse nel campo oculistico, in particolare nelle operazioni all'occhio e per le sue ricerche effettuate sui disturbi oftalmici. Di solito utilizzò come strumento l'oftalmoscopio, uno dei primi ad usarlo per determinare l'ametropia nell'occhio.
Nel 1862 l'oculista olandese Hermann Snellen ha introdotto il famoso "grafico Snellen" per testare l'acuità visiva.

## Opere principali
- Beiträge zur Pathologie des Auges, Wien: Staatsdruckerei, 1855.
- Ergebnisse der Untersuchung des menschlichen Auges mit dem Augenspiegel, Wien: Staatsdr. 1855.
- Ophthalmoskopischer Hand-Atlas, Wien, Hofdruckerei 1869.